# 巴氏銀鮈
巴氏銀鮈（学名：Squalidus banarescui）为輻鰭魚綱鯉形目鲤科的其中一種。
中華民國行政院農業委員會於2009年4月1日公告本種為瀕臨絕種保育類野生動物。

## 分布
台灣特有種，本魚僅分布台灣烏溪部份流域。

## 深度
水深0至5公尺。

## 特徵
本魚體延長，略呈圓柱狀，腹部圓。口下位，鬚一對。頭中大，頭背面平直，吻略尖長，體被大圓鱗，側線完全，胸鰭末端延伸未達腹鰭基部。體背暗紫灰色，腹部黃色，體側上半部呈現3至4條灰黑縱紋。體側具一黑色與金色縱紋，側線鱗孔後方具有黑色新月形紋，各鰭具細小黑斑，背鰭軟條10至11枚，臀鰭軟條9條，體長可達6.3公分。

## 生態
本魚為初級淡水魚，棲息於河川中、下游或水流較緩和的潭區或湖中，喜歡躲藏於水底障礙物間，翻攪底層沙泥，屬雜食性，以水生昆蟲及藻類為主。

## 經濟利用
非食用魚。

## 扩展阅读
維基物種上的相關：巴氏銀鮈